# АК Белинцона
Асочационе Калчо Белинцона (на италиански: Associazione Calcio Bellinzona) е швейцарски футболен клуб от град Белинцона, който играе в Швейцарската Чалиндж Лига. Основан е през 1904 г. Домакинските си мачове провежда на стадион Стадио Комунале, който е с капацитет 10 000 места. Цветовете на отбора са небесно синьо и виненочервено.

## Успехи
- Шампион на Швейцария (1): 1947 – 48

- Финалист за Купата на Швейцария (3): 1961 – 62, 1968 – 69, 2007 – 08

## Известни играчи
- Амаури
- Квадво Асамоа

## Български футболисти
- Димитър Макриев: 2003 (наем) - (14 мача - 4 гола)